# Johnny Dutch
Johnny Dutch (né le 20 janvier 1989 à Raleigh) est un athlète américain, spécialiste du 400 mètres haies.

## Biographie
Il se distingue lors des championnats panaméricains juniors de 2007, à São Paulo, en s'adjugeant la médaille d'or du 110 et du 400 m haies, et en remportant également la médaille d'argent au titre du relais 4 × 400 mètres. L'année suivante, à Bydgoszcz en Pologne, il prend la deuxième place des championnats du monde juniors, derrière son compatriote Jeshua Anderson, dans le temps de 49 s 25.
Étudiant à l'Université de Caroline du Sud à Columbia, il remporte à deux reprises le titre du 400 m haies des championnats NCAA en 2009 (48 s 62) et 2010 (48 s 75). En 2009, il se classe deuxième des championnats des États-Unis, derrière Bershawn Jackson, et obtient sa qualification pour les championnats du monde de Berlin où il échoue en demi-finale.
En 2010, Johnny Dutch termine deuxième des championnats des États-Unis en s'inclinant de nouveau face à Bershawn Jackson. Il établit à cette occasion un nouveau record personnel en 47 s 63.
En mai 2013, à Ponce, Johnny Dutch établit la meilleure performance mondiale de l'année en 48 s 02.
En mai-juin 2015, il remporte trois courses, une première le 17 mai à Greensboro en 48 s 38, une deuxième le 30 mai à Eugene en 48 s 20, la troisième le 4 juin au Golden Gala de Rome en 48 s 13. 
Le 11 juin 2016 à Kingston, l'Américain établit une nouvelle meilleure performance mondiale de l'année en 48 s 10, mieux que les 48 s 67 de L. J. van Zyl et de Keizuke Nozawa.

## Palmarès

### International
| Date | Compétition                        | Lieu             | Résultat | Épreuve     | Performance   |
| ---- | ---------------------------------- | ---------------- | -------- | ----------- | ------------- |
| 2007 | Championnats panaméricains juniors | São Paulo        | 1er      | 110 m haies | 13 s 46       |
| 2007 | Championnats panaméricains juniors | São Paulo        | 1er      | 400 m haies | 50 s 82       |
| 2007 | Championnats panaméricains juniors | São Paulo        | 2e       | 4 x 400 m   | 3 min 06 s 15 |
| 2008 | Championnats du monde juniors      | Bydgoszcz        | 2e       | 400 m haies | 49 s 25       |
| 2015 | Ligue de diamant                   | Ligue de diamant | 2e       | 400 m haies | détails       |

### National
| Date | Compétition                 | Lieu       | Résultat | Épreuve     | Temps   |
| ---- | --------------------------- | ---------- | -------- | ----------- | ------- |
| 2009 | Championnats des États-Unis | Eugene     | 2e       | 400 m haies | 48 s 18 |
| 2010 | Championnats des États-Unis | Des Moines | 2e       | 400 m haies | 47 s 18 |
| 2014 | Championnats des États-Unis | Sacramento | 1er      | 400 m haies | 48 s 93 |

## Records
| Épreuve     | Performance | Lieu        | Date         |
| ----------- | ----------- | ----------- | ------------ |
| 100 haies   | 13 s 50     | Chapel Hill | 8 mai 2010   |
| 400 m haies | 47 s 63     | Des Moines  | 26 juin 2010 |